# دو فوریت
پیشنهادهای مطرح شده در صحن علنی مجلس شورای اسلامی چه به صورت طرح و چه به صورت لایحه که به ترتیب فوریتی که برای ارائه در نمایندگان دارد دسته‌بندی می‌شوند. طرح‌ها و لوایح دوفوریتی، آن‌هایی هستند که پس از تصویب دو فوریت، بلافاصله به چاپ و توزیع آن‌ها اقدام و پس از ۲۴ ساعت از موقع توزیع در صحن علنی ارائه می‌گردند.
فوریت طرح یا لایحه را خود نمایندگان تصویب می‌کنند. لوایح و طرح‌ها در مواقعی دوفوریتی می‌شوند که تصویب آن‌ها از لحاظ امکان وقوع خسارت و فوت فرصت و جهات مشابه مستلزم سرعت فوق‌العاده باشد.

## پیشینه
طرح یا لایحه دو فوریتی با اصلاح نظام‌نامه (آیین‌نامه) مجلس شورای ملی در دوره پنجم مجلس باب شد. پیش از آن تنها یک فوریت وجود داشت. نخستین مصوبه دوفوریتی تاریخ مجالس قانونگذاری ایران، لایحه‌ای برای لغو القاب بود. در پانزدهم اردیبهشت ۱۳۰۴ دولت سردارسپه لایحه‌ای برای لغو لقبهای نظامی به مجلس داد که افراد غیرنظامی به کار می بردند (مانند سردار، سپهدار و غیره). این لایحه به خواست برخی نمایندگان در همان روز با قید دو فوریت به شور و رأی گذاشته و با افزودن لغو کلیه القاب کشوری به آن، تصویب شد. دومین مصوبه و نخستین طرح دوفوریتی نیز همان سال، برای انقراض سلطنت خاندان قاجار بود که عده زیادی از نمایندگان در نهم آبان به مجلس دادند و به تصویب رساندند.